# Blythe (Califórnia)
Blythe é uma cidade localizada no estado americano da Califórnia, no Condado de Riverside. Foi incorporada em 21 de julho de 1916.

## Geografia
De acordo com o United States Census Bureau, a cidade tem uma área de 69,8 km², onde 67,8 km² estão cobertos por terra e 2 km² por água.

### Localidades na vizinhança
O diagrama seguinte representa as localidades num raio de 40 km ao redor de Blythe. 

## Demografia
Segundo o censo nacional de 2010, a sua população é de 20 817 habitantes e sua densidade populacional é de 306,89 hab/km². Possui 5 473 residências, que resulta em uma densidade de 80,68 residências/km².